# 库尔伯瓦桥

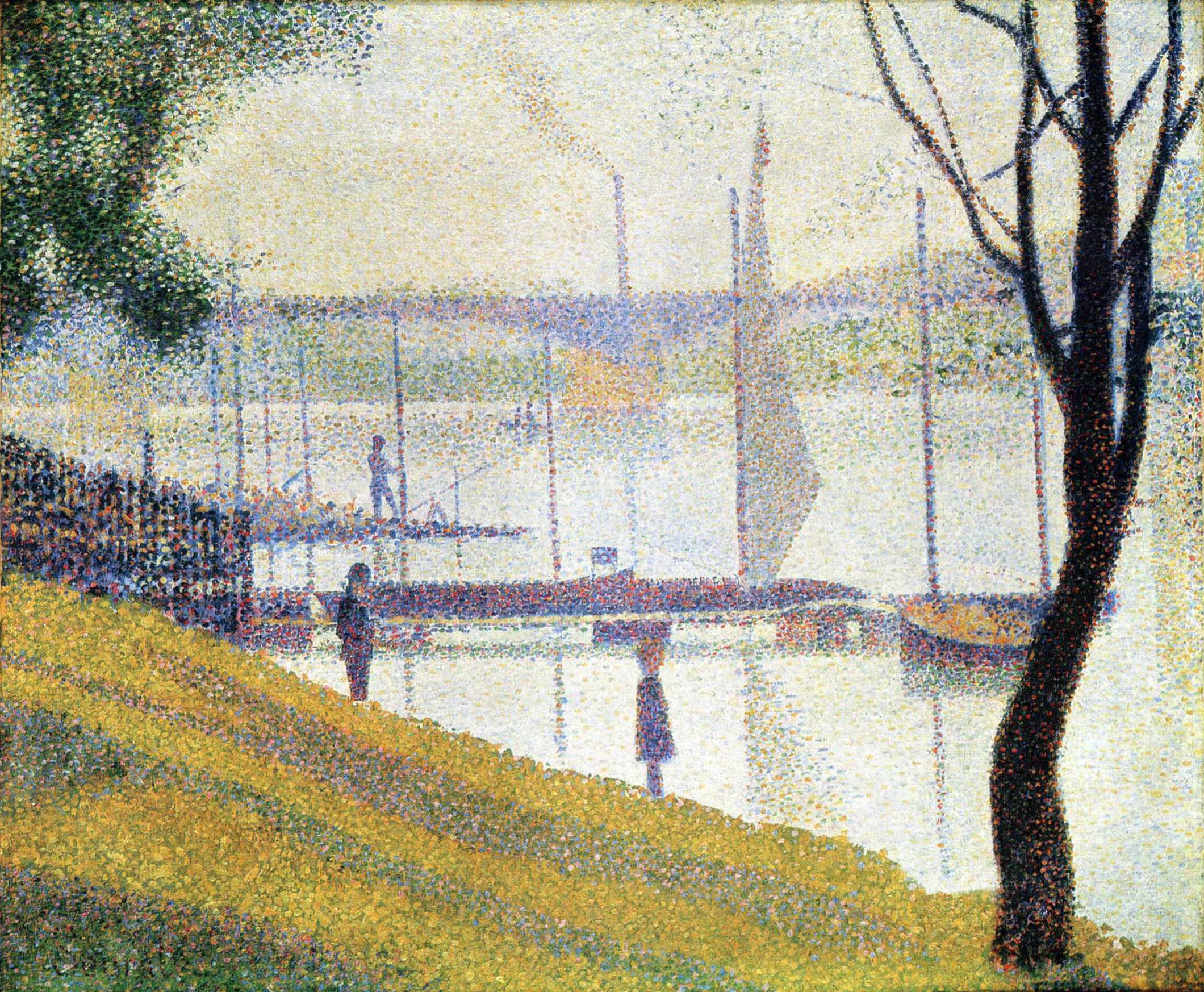

《库尔伯瓦桥》（法語：Le Pont de Courbevoie） 是法国画家乔治·修拉的一幅画作，绘于1886-1887年。现藏于伦敦科陶德美术馆。我們

## 历史
1886年至1887年间，修拉在塞纳河的大碗岛，描绘库尔伯瓦桥。最近他刚在这里创作了一幅著名的绘画作品，《大碗岛的星期天下午》古老的金属桥分两段穿过塞纳河，经过大碗岛，连接库尔伯瓦和塞纳河畔讷伊。两段分别建于1861年和1868年。这座桥在1870年的普法战争中被摧毁，1876年按原样重建。
修拉死后，他的家人卖掉了他的大部分绘画作品。1948年，《库尔伯瓦桥》由塞缪尔·科陶德遗赠给科陶德美术馆。

## 画作
这是一幅布面油画，尺寸	46,4 cm × 55,3 cm。
修拉特画的这幅景色是在巴黎郊外库尔伯瓦塞纳河畔大碗岛附近的工业区。气氛异常忧郁，孤立的人物更增加了这种感觉。